# Stuart Wilson
Pour les articles homonymes, voir Wilson.
Stuart Wilson, de son vrai nom Stuart Conan Wilson, est un acteur britannico-américain, né le 25 décembre 1946 à Guildford, près de Surrey, en Angleterre, au Royaume-Uni.

## Biographie

### Enfance & débuts
Stuart Conan Wilson naît le 25 décembre 1946 à Guildford, près de Surrey, en Angleterre, au (Royaume-Uni).

### Carrière
Stuart Wilson, est aujourd'hui un acteur à la tête bien connue du grand public même s'il n'en a pas la reconnaissance.
Sa longue carrière commence dans les années 1970 durant lesquelles il tourna beaucoup pour la télévision, faisant déjà quelques apparitions remarquées dans des téléfilms ou des séries TV de renom, et ce jusqu'à la fin des années 1980.
Les années 1990 lui seront plus favorables car il tournera dans de nombreuses grosses productions cinématographiques, très souvent dans le rôle du « méchant » (parmi ses prestations les plus notables, on peut citer Absolom 2022, L'Arme fatale 3 et Le Masque de Zorro), ou en acteur secondaire mais bien présent (Rock, Ennemi d'État).
Il apparaît aussi dans des films d'auteur comme Le Temps de l'innocence de Martin Scorsese, et tient un des rôles principaux du drame de Roman Polanski La Jeune Fille et la Mort.
Il a collaboré plusieurs fois avec le réalisateur Martin Campbell.
Aujourd'hui, il continue d'alterner les tournages pour petit et grand écran.

## Filmographie
- 1971 : Dulcima
- 1972 : La légende des Strauss (The Strauss Family) (TV)
- 1974 : The Pallisers (TV)
- 1976 : Cosmos 1999 (TV)
- 1979 : Running Blind
- 1979 : Le Prisonnier de Zenda  de Richard Quine
- 1982 : Ivanhoe (TV)
- 1985 : Wetherby  de David Hare
- 1985 : Coup de foudre dans l'Orient-Express (TV)
- 1985 : Wallenberg: A Hero's Story (TV)
- 1986 : The Deliberate Death of a Polish Priest (TV)
- 1986 : The Return of Sherlock Holmes - The Second Stain (TV)
- 1989 : Zugzwang
- 1990 : Secret Weapon (en) (TV)
- 1990 : Voice of the Heart (TV)
- 1991 : Her Wicked Ways
- 1992 : L'Arme fatale 3 de Richard Donner : Jack Travis
- 1992 : Le Pouvoir et la haine (TV)
- 1993 : Les Tortues Ninja 3 de Stuart Gillard : Walker
- 1993 : Le Temps de l'innocence de Martin Scorsese : Julius Beaufort
- 1994 : La Jeune Fille et la Mort de Roman Polanski : Girardo Escobar
- 1994 : Absolom 2022 de Martin Campbell : Marek
- 1994 : Exit to Eden de Garry Marshall
- 1996 : La Clé des mondes parallèles
- 1996 : Edie & Pen
- 1996 : Rock de Michael Bay : général Al Kramer, Chef d'État-Major des armées
- 1997 : Rose Hill (TV)
- 1998 : Le Masque de Zorro de Martin Campbell : Montero
- 1998 : Ennemi d'État de Tony Scott : le député Sam Albert
- 1999 : Visions troubles (Second Sight) (TV)
- 2000 : Un été sur terre (Here on Earth) de Mark Piznarski
- 2000 : La Défense Loujine de Marleen Gorris
- 2000 : Slow Burn (en)
- 2000 : Vertical Limit de Martin Campbell : Royce Garrett
- 2001 : Le Royaume des voleurs (Princess of Thieves) de Peter Hewitt (TV) : Robin des bois
- 2002 : Dinotopia de Marco Brambilla (TV)
- 2004 : Fascination
- 2004 : Indestructible (Unstoppable) de David Carson (TV)
- 2004 : Some Things That Stay
- 2006 : Perfect Creature
- 2006 : Grindhouse - segment Don't
- 2007 : Hot Fuzz d’Edgar Wright

## Voix françaises
En France
| - Gérard Rinaldi dans : - Les Tortues Ninja 3 - Ennemi d'État - Claude Giraud dans : - Le Temps de l'innocence - Suspect numéro 1 (série télévisée) - Philippe Catoire dans : - Un été sur Terre - Hot Fuzz | Et aussi - Denis Savignat dans Moi Claude empereur (série télévisée) - Philippe Ogouz dans Coup de foudre dans l'Orient-Express (téléfilm) - Michel Derain dans L'Arme fatale 3 - François Marthouret dans La Jeune Fille et la Mort - Jacques Frantz dans Absolom 2022 - Michel Vigné dans Club Eden : L'Île aux fantasmes - Jean-Pierre Moulin dans Rock - Bernard Alane dans Le Masque de Zorro - Thierry Murzeau dans Vertical Limit - Pierre Dourlens dans Indestructible (téléfilm) - Guy Chapelier dans Dinotopia (mini-série) - Sylvain Lemarié dans Le Royaume des voleurs (téléfilm) - Gabriel Le Doze dans Crossbones (série) |